# Dasychira suzukii
Dasychira suzukii är en fjärilsart som beskrevs av Matsumura 1927. Dasychira suzukii ingår i släktet Dasychira och familjen tofsspinnare. Inga underarter finns listade i Catalogue of Life.